# Кадборосаурус
Кадборосаурус (енгл. Cadborosaurus willsi), још познат као Кади (енгл. Caddy), је назив за морску змију која наводно живи на Пацифичкој обали Северне Америке. Добио је име по заливу у којем је највише пута виђен.Људи који су га видели описују га слично као што се описују морска чудовишта Огопого и Неси.

## Опис
Људи га описују као морску змију која зарања и израња из воде. Већина људи му невиди главу али они који су видели кажу да има главу исте величине као и коњева глава, те да на репу има пераје. Сви кажу да јако брзо плива.

## Животиње које би могле бити Кадборосаурус
У заливу где је он виђен живи пуно морских лавова и много научника мисли да су они Кади. Неки људи такође мисле да би он могао бити морски пас, зато што ако морски пас плива близу површине његове пераје могу бити наводне Кадијеве грбе.

## Кадијево тело
1937. је у желуцу мртвог кита пронађено мртво створење које је личило на морску змију. Никада није откривено шта је то у ствари, зато што је тело нестало неколико недеља након што је откривено. Многи данас мисле да је Кадборосаурус у ствари нова врста животиње која није откривена и да је тело био мртви Кадборосаурус.